# Animal Crossing: New Leaf
Animal Crossing: New Leaf is een spel voor het Nintendo 3DS-systeem dat op 14 juni 2013 uit is gekomen. Het is onderdeel van de Animal Crossing-reeks, waarin de speler leeft in een plattelandsdorpje, samen met antropomorfe dieren. Het spel kwam het eerst ter sprake bij de E3 2010. De grootste verandering in New Leaf ten opzichte van andere delen is dat de speler nu burgemeester van het dorp wordt. Dit opent nieuwe mogelijkheden die het dorp persoonlijker maken zoals het bouwen van community projecten (banken, lantaarnpalen, piramides, etc.) en het instellen van wetten die het spel beïnvloeden.

## Gameplay
Spelers besturen een personage dat verhuist naar een nieuw dorp. Bij aankomst wordt de speler echter verward met de nieuwe burgemeester van de stad en wordt de speler tot burgemeester van het dorp uitgeroepen. Net zoals de vorige spellen in de Animal Crossing spellenreeks, draait het spel simpelweg om het ontdekken van het dorp en de stad, het praten met de andere bewoners, en het deelnemen aan verschillende activiteiten, zoals vissen en insecten vangen. Het doen van verschillende activiteiten en/of het verkopen van bijvoorbeeld de vissen of insecten levert "Bells" op, de munteenheid in het spel. Met Bells kan de speler meubels kopen of leningen afbetalen van zijn/haar huis. Het spel wordt gespeeld in real-time met de interne klok van de Nintendo 3DS, met aspecten als winkel openingstijden, soorten van wilde dieren en speciale evenementen. Die laatste twee worden ook bepaald door het seizoen en het tijdstip van de dag.
Animal Crossing: New Leaf brengt veel nieuwe functies met zich mee. Spelers zullen aan het begin van het spel in een tent moeten wonen in plaats van een huis dat uiteindelijk kan worden gemoderniseerd en uitgebreid. De broek van de speler kan nu worden aangepast, waar je eerst alleen het shirt aan kon passen en je hebt de mogelijkheid om meubels aan de muur te hangen. Mogelijkheden eerder in de Japanse exclusieve Dobutsu no Mori e + voor de Nintendo GameCube, zoals banken en lantaarnpalen neerzetten, die waren verwijderd uit volgende releases, zijn teruggekeerd. Een andere toevoeging is de nieuwe mogelijkheid om te zwemmen in de oceaan die aan het dorp grenst. Spelers kunnen elkaars dorp bezoeken door het gebruik van het Nintendo Network en kunnen elkaar toevoegen aan hun vriendenlijst die hen in staat stelt om berichten uit te wisselen met elkaar. Spelers zijn ook in staat om foto's te nemen op elk gewenst moment, die worden opgeslagen op de Nintendo 3DS Camera en kunnen worden gedeeld via Facebook, Twitter en Tumblr.
Het spel bevat een nieuw aspect dat de speler de burgemeester maakt, waardoor ze meer onderhoud aan hun stad hebben dan in de vorige games. Terwijl het niet verplicht is om de taken die je als burgemeester hebt te volbrengen, kan je als hoofd van de stad twee nieuwe dingen doen: Openbare bouwprojecten (Public Works Projects) en Ordinances. Openbare Bouwprojecten laten de spelers samen met de bewoners en met bezoekers van het dorp geld inzamelen om zo nieuwe objecten in de stad toe te voegen, zoals bruggen, fonteinen, en nieuwe faciliteiten zoals een politiebureau en een café. Ordinances geven spelers de mogelijkheid om hun dorp zo te laten functioneren met behulp van wetten, zoals de stad welvarender maken, bewoners aansporen meer bloemen te planten, of winkels eerder of later dicht te laten gaan. Alleen de eerste persoon die een Save file bestand aanmaakt op de Gamecard, wordt burgemeester.
New Leaf maakt gebruik van verschillende Nintendo 3DS onderdelen, sommigen worden beschikbaar als je langer speelt. Spelers kunnen steden van andere spelers bezoeken via lokaal spelen of online met maximaal vier vrienden (optioneel clublidmaatschap op Tortimer Island staat spelers toe om het eiland met andere online spelers te verkennen). De "Dream Suite" functie stelt spelers in staat om dromen versies van andermans steden te maken, om zo andersmans dorpje vrij te verkennen. De "Happy Home Showcase" staat spelers toe om in de huizen van andere spelers tegengekomen op StreetPass te bekijken. Een naaimachine kan QR-codes maken van ontwerpen die door de speler zijn gemaakt, die andere spelers weer kunnen downloaden met behulp van de camera van de Nintendo 3DS. Ten slotte kunnen Play Coins worden gebruikt om gelukskoekjes te kopen, die op hun beurt kunnen worden ingewisseld voor speciale prijzen zoals zeldzame items op basis van andere Nintendo-franchises.